# Јенакијеве
Јенакијеве (укр. Єнакієве) град је у Украјини, у Доњецкој области. Према процени из 2012. у граду је живело 84.187 становника.

## Становништво
Према процени, у граду је 2012. живело 84.187 становника.
| 1979.   | 1989.   | 2001.   | 2012.  |
| ------- | ------- | ------- | ------ |
| 114.163 | 120.332 | 103.997 | 84.187 |